# Wendell Marshall
Wendell Marshall (Saint Louis, 24 ottobre 1920 – Saint Louis, 6 febbraio 2002) è stato un contrabbassista statunitense.

## Biografia
Cugino di Jimmy Blanton (con cui studiò il contrabbasso), Wendell ebbe il suo primo ingaggio professionale con l'orchestra di Lionel Hampton (1942), dopo aver prestato servizio militare (1943-1945), si unì al quartetto del violinista Stuff Smith (1946-1947) dopo essere tornato a St. Louis per qualche tempo a capo di un trio (1947), in seguito suonò a New York per Mercer Ellington ma la grande occasione gli capita nell'agosto del 1948, quando venne chiamato da Duke Ellington per sostituire nella propria orchestra nientemeno che Oscar Pettiford.
Marshall rimase nell'orchestra del Duca fino al dicembre del 1954 (sostituito da Jimmy Woode).
Successivamente svolse l'attività di musicista sideman registrando per moltissimi jazzisti di primo piano: James Moody, Louie Bellson, Stan Getz, Harry Carney, Eddie Bert, Ray Bryant, Hank Jones (con cui incise anche come co-leader), Nat Adderley, J.J. Johnson, Coleman Hawkins, Kenny Clarke, Johnny Guarnieri, Milt Jackson, Donald Byrd, Hank Mobley, Dizzy Gillespie, Sonny Rollins, Art Blakey, Johnny Hodges, Charlie Barnet, Tiny Grimes, Jimmy Giuffre, Eddie Costa, Ray Charles, Lem Winchester, Kenny Burrell, Jack McDuff, Roland Kirk, Gene Ammons, Red Garland, Duke Jordan, Dakota Staton, George Wein, Don Elliott, Betty Carter, Illinois Jacquet, tra gli altri.
Suonò in seguito in diverse orchestre di Broadway ed in show televisivi, si ritirò dalle scene musicali nel 1968.